# Língua arara do Rio Guariba
O Arara do Rio Guariba é uma língua da família linguística Mondé, falada pelos Araras do Rio Guariba. A língua é próxima ao cinta-larga e tem certas propriedades parecidas à língua suruí.

## Vocabulário

### Hargreaves (2001)
Lista de palavras coletada por Inês Hargreaves em 2001 de um grupo ao norte do Parque Aripuanã, RO:
- Informante/falante: D. Nazaré Medina Arara
- Data: lista de palavras colhida 12/06/2001

| Português       | Arara do Rio Guariba |
| --------------- | -------------------- |
| água            | itxera / ĩtʃera      |
| peixe (pacu)    | mborip kabɛ          |
| anta            | waøa / wasa          |
| mutum           | wakuia / wakuya      |
| arara           | awala / awalap       |
| cujubim         | tuap / twap          |
| barrigudo       | mbasai kot           |
| coatá           | alimɛ’               |
| jacamim         | tamalia / tamaliap   |
| caititu         | mbɛbɛcot / mbebecot  |
| queixada        | mbɛbɛ                |
| criança homem   | oi                   |
| criança mulher  | kuña                 |
| onça            | mbeku                |
| gato (maracajá) | mbeku                |
| banana          | mbukuba / mukuba     |
| aranha          | saipɛ                |
| olho            | ña kap / oña kap     |
| pé              | pipɛ                 |
| guariba         | ʔalimɛ               |
| cutia           | wakĩn                |
| veado           | itiap / tiap         |
| filho           | kuiã                 |
| jacu            | tanoap               |
| água            | itʃera               |
| cinta larga     | ’kurumĩn             |

### Dal Poz (1995)
Este vocabulário, citado por Dal Poz (1995), foi colhido pelos agentes do CIMI que, nos meses de setembro e outubro de 1984, fizeram um levantamento da população Arara. A informante foi Nazaré Arara, que então residia na cidade de Aripuanã/MT (Valdez 1984: 12).
| Português        | Arara do rio Guariba |
| ---------------- | -------------------- |
| anta             | wuasá                |
| arara            | awala                |
| banana           | bubuka               |
| cachorro         | awulú                |
| cobra            | subû                 |
| dente            | nuin                 |
| farinha          | muiú                 |
| galinha          | aranha               |
| gente civilizada | indjarei (zadey)     |
| jacamim          | tamali               |
| jacaré           | wuaú                 |
| jacu             | tamoáp               |
| macaco barrigudo | masaikurê            |
| macaco coatá     | arimê (alimé)        |
| mutum            | wakuia (wakuy)       |
| nambu azul       | wuanha               |
| onça             | beku                 |
| pacu             | burikabé             |
| porco grande     | bebé                 |
| porquinho        | bibekut              |
| veado            | tiap                 |